# هپاتوسیت
هپاتوسیت (به انگلیسی: Hepatocyte) به سلول‌های اصلی بافت کبد گفته می‌شود. این سلول‌ها حدود هشتاد درصد بافت کبد را تشکیل می‌دهند. کارهای اصلی هپاتوسیت‌ها عبارت‌است از: ساخت پروتئین‌هایی مانند آلبومین، پروترومبین، فیبرینوژن و هپارین؛ ذخیرهٔ پروتئین؛ متابولیسم کربوهیدرات‌ها، ساخت کلسترول، اسیدهای صفراوی و لیپوپروتئین‌ها؛ سمیت‌زدایی، تغییر و دفع سموم خارجی و داخلی.